# Rudolf Thurneysen
Pour les articles homonymes, voir Thurneysen.
Eduard Rudolf Thurneysen, né le 4 mars 1857 à Bâle et mort le 9 août 1940 à Bonn, est un linguiste et un celtologue suisse.

## Biographie
De 1885 à 1887, il enseigne le latin à l'université d'Iéna (Allemagne), puis à celle de Fribourg, où il remplace Karl Brugmann, un spécialiste renommé des langues indo-européennes. 
En 1909, il publie Handbuch des Alt-Irischen (« Manuel de vieil irlandais »), traduit en anglais sous le titre de A Grammar of Old Irish par D. A. Binchy et Osborn Bergin, toujours édité en 2006. 
De 1913 à la fin de sa carrière, il enseigne à l'université de Bonn.
Il prend sa retraite en 1923 et meurt à Bonn en 1940.